# Varieté (1935)
Varieté ist ein deutsch-französisches Zirkusfilm-Drama von Nikolaus Farkas und Jacob Geis mit Hans Albers, Annabella und Attila Hörbiger in den Hauptrollen. Die Geschichte basiert auf dem 1912 publizierten Roman Der Eid des Stephan Huller von Felix Hollaender.

## Handlung
Die Geschichte spielt in der Welt des Cirque Maxim: Im kleinen Wanderzirkus treten Jeanne, Pierre und George mit einer gewagten Trapeznummer auf. Bei einer Veranstaltung kommt es zu einer handfesten Rauferei der Artisten mit dem einfachen Bauernvolk der Gegend, denn man hält die „fahrenden Leute“ für „Zigeuner“, und die sind hier auf dem Lande nicht gern gesehen. Dies wäre alles nicht so schlimm, wenn nicht ausgerechnet an diesem Tag der Manager der drei Artisten, Max, eine große Überraschung bereithielte: Der Direktor eines Großstadtvarieté hat sich angesagt, um deren Luftakrobaten-Nummer in Augenschein zu nehmen. Stattdessen bekommt er nur Verwüstung zu sehen, das Zirkuszelt und all die Einrichtungen sind zerstört. Trotzdem hat der Varietédirektor den Dreien eine Nachricht hinterlassen: Jeanne, Pierre und George sollen sich in seinem Etablissement melden und zeigen, was sie können. Dem Direktor gefällt deren Nummer und engagiert das ungleiche Trio. Schon am folgenden Abend sollen sie als „Die drei Maxims“ auftreten.
Der nachfolgende berufliche Auftrieb fördert aber auch eine alte Rivalität zutage: Georges ist unsterblich verliebt in Jeanne, die aber nichts von ihm will und stattdessen ihr Herz Pierre geschenkt hat. Dementsprechend lässt Jeanne Georges mit seinem Heiratsantrag abblitzen. Die nunmehr offen auftretenden Spannungen zwischen den beiden Männern führen dazu, dass unter dem Zirkuszelt, wo sich jeder auf jeden verlassen muss, um nicht eine Katastrophe herbeizubeschwören, nicht mehr sauber gearbeitet wird. Georges entwickelt einen unbändigen Hass auf den Liebeskonkurrenten Pierre, der sich bei einem Artistenfest Bahn bricht. Am darauf folgenden Morgen lässt Fänger Georges seinen Kollegen Pierre absichtlich abstürzen. Dieser entgeht nur mit Glück einer Katastrophe und landet im freien Fall im Sicherungsnetz. Jeanne weiß sich keinen anderen Rat mehr und versucht, die kommende Vorstellung abzublasen, da keiner von ihnen beiden, Jeanne und Pierre, sich fortan auf Georges mehr verlassen kann.
Doch: The Show Must Go On! Und so reißen sich die beiden Kontrahenten zusammen und ziehen ihre Trapeznummer ohne Zwischenfälle durch. Für Jeanne ist das alles zu viel: Sie fällt inmitten der Nummer in Ohnmacht und kann nur dank des beherzten Einsatzes ihres Liebsten Pierre vor einem tödlichen Aufschlag auf den Boden gerettet werden. Das Publikum jubelt, glaubt es doch, dass dieser Zwischenfall Teil der Sensationsinszenierung der „Drei Maxims“ sein müsse. Die Nummer ist beendet, und man fordert noch einmal alle drei Artisten, sich dem frenetisch klatschen Publikum zu stellen. Doch nur Pierre und Jeanne kommen. Georges hat sich verbittert umgezogen und ist bereits gegangen. Er hat eingesehen, dass er niemals Jeanne wird erobern können, und die beiden verbliebenen Trapezkünstler werden fortan nur noch als „Die zwei Maxims“ vor ihr Publikum treten.

## Produktionsnotizen
Varieté, einer der unbekannteren Albers-Tonfilme, entstand ab dem 10. Dezember 1934 in den Bavaria-Ateliers bei München sowie in den Tobis-Studios von Epinay bei Paris. Die Aufnahmen mussten Anfang 1935 aufgrund eines Unfalls der Hauptdarstellerin Annabella unterbrochen werden und wurden zum Monatsbeginn März fortgesetzt. Die Künstlerin selbst war erst ab Ende desselben Monats wieder einsatzbereit. In Deutschland feierte der Film seine Uraufführung am 17. September 1935 in München, die Berliner Premiere fand drei Tage später im Capitol-Kino statt.
Ernst Garden übernahm die Produktionsleitung. Serge Piménoff entwarf die Filmbauten. Waldemar Jabs sorgte als Maskenbildner für die Perücken. Nikolai Kolin begann hiermit seine regelmäßige Filmtätigkeit in Deutschland, die zwanzig Jahre andauern sollte.
Parallel zur deutschen Originalversion entstand auch eine französische Sprachfassung, in der Annabella ihren deutschen Part erneut übernahm. Die Albers-Rolle wurde von Fernand Gravey gespielt, der Hörbiger-Part von Jean Gabin. Diese Version lief ab Oktober 1935 in den französischen Kinos.

## Kritiken
Die Österreichische Film-Zeitung schrieb: “Hans Albers ist in dem Varieté-Milieu, in dieser erhitzten, von Leidenschaft getragenen Atmosphäre in seinem Element. Die Artistenrolle liegt ihm hervorragend gut, er trifft den Ton des Vorstadtvarietés mit unfehlbarer Sicherheit und weiß seinen trockenen Humor ausgezeichnet zur Geltung zu bringen. Attila Hörbiger ist eine mehr passive Rolle zugefallen, er weiß jedoch seiner schweren Aufgabe gerecht zu werden und stark zu interessieren. Zart und demütig geht Annabella durch den Film und weiß in ihrer Rolle zu überzeugen. Sie zeigt sich auch diesmal als hinreißende Darstellerin, die mit ihrem auf Nuancen bedachten Spiel immer wieder ergreift.”
Siegfried Geyer befand in Wiens Die Stunde: “Es ist ein Film, in dem das große Thema Liebe sehr stark und beinahe romantisch angeschlagen wird. Liebe ist hier im Sinn französischen Wesens die große herrschende Macht, der drei Menschen untertan, Akzente des Gefühls werden ausgespielt, das hohe Trapez der Eifersucht zwischen Varieté-Himmel und Erde. (…) Nikolaus Farkas versteht sich auch auf echt filmische Dialogführung in der großen Auseinandersetzung zwischen Albers und Hörbiger. Hier ist Dialog in seinen psychologisch wichtigen und entscheidenden Momenten mit besonderer Intensität geführt. Ein bunter, interessanter Film eines starken Milieus und dreier starker herzhafter Schauspieler.”.